# Regional Road 313
La Regional Road 313 (R313) è una strada irlandese regionale che collega Blacksod a Bangor Erris. La strada è lunga 40 km.
La strada, una volta lasciata Bangor Erris prosegue verso Nord-Ovest sfiorando il Carrowmore Lake e attraversando il Tristia Bog. Dopo avere incrociato la R314 proveniente da Ballycastle entra nella Penisola di Mullet e raggiunge Belmullet. Dopo Belmullet la strada prosegue verso Sud nella penisola, sfiora il Cross Lough e termina la propria corsa a Blacksod. 
La strada è interamente coperta dalla linea 446 della Bus Éireann.